# Рамадан (месяц)
Рамада́н (араб. رمضان‎) или Рамаза́н (тур. Ramazan) — девятый месяц мусульманского календаря. 
В этот месяц мусульмане постятся в светлое время суток от начала утренних сумерек до захода солнца, а по окончании месяца отмечают праздник Ураза-байрам (Ид аль-Фитр).
Слово рамадан в переводе с арабского означает «палящий зной», «сжигающий», «горячий», «жаркий». Однако Рамадан выпадает и на зиму. Исламский календарь является лунным, и месяцы начинаются с новолуния. Лунный год короче солнечного на 10 дней и 21 час, следовательно, месяц рамадан с каждым годом наступает раньше на 10 или 11 дней.

## Пост
- 1431 с 11 августа по 10 сентября 2010
- 1432 с 1 по 31 августа 2011
- 1433 с 20 июля по 20 августа 2012
- 1434 с 9 июля по 9 августа 2013
- 1435 с 28 июня по 28 июля 2014
- 1436 с 18 июня по 18 июля 2015
- 1437 с 6 июня по 6 июля 2016
- 1438 с 26 мая по 26 июня 2017
- 1439 с 17 мая по 16 июня 2018
- 1440 с 6 мая по 5 июня 2019
- 1441 с 24 апреля по 24 мая 2020
- 1442 с 13 апреля по 13 мая 2021
- 1443 с 2 апреля по 2 мая 2022
- 1444 с 23 марта по 22 апреля 2023
- 1445 с 11 марта по 10 апреля 2024
- 1446 с 28 февраля по 31 марта 2025
- 1447 с 17 февраля по 20 марта 2026

В соответствии с положениями ислама в месяц Рамадан мусульманам запрещается употребление пищи и питья в дневное время. Помимо этого соблюдающим пост запрещены половые акты в светлое время суток. От обязательности поста освобождаются душевнобольные, дети, больные, пожилые люди, путешественники, беременные и кормящие женщины.
Во время одной из десяти последних ночей месяца наступает «Ночь могущества». Эту ночь многие мусульмане проводят в молитве.

### 10 день
- Смерть Хадиджи бинт Хувайлид

### 12 день
- Ниспослание Инджила (Евангелие) пророку Исе (Иисус Христос)

### 15 день
- Рождение Хасана ибн Али
- Праздничные мероприятия по случаю рождения Мухаммада аль-Махди в странах Персидского залива (каркиан)[1]

### 17 день
- Битва при Бадре

### 19 день
- Покушение на Али ибн Абу Талиба

### 20 день
- Завоевание Мекки

### 21 день
- Смерть Али ибн Абу Талиба